# ロクさん
『ロクさん』（原題：老炮儿、英語題：Mr. Six）は、2015年の中国映画。管虎（グアン・フゥ）監督作品。本作は、第72回ヴェネツィア国際映画祭のコンペティション外部門に参加し、クロージング上映作品でもあった。
日本では2016東京・中国映画週間で上映された。

## 概要
原題の「老炮児（ラオ・パオ・エル）」は、中国の北京方言で「鳥かごを提げゆっくり振りながら散歩する、手持ち無沙汰になる元不良の老人」という意味。
主人公のロクさんは、かつてチンピラであり、刑務所に入っていたことがある。それから30年の時が過ぎて、独りぼっちで小さな購買所を営んで生活をしていた。息子の暁波の関係が悪く、一緒に住まなくなっていた。ある日、暁波は他人の車を傷つけてしまい、取り押さえられてしまう。その車はチンピラの乗り回していた改造車であり、そのボス小飛の父親は官僚であった。ロクさんはドラ息子に昔の仁義について話して聞かせるが、逆に馬鹿にされてしまう。
暁波は小飛のとこから逃げ戻ってくる時、小飛の父親の汚職を証明する銀行の帳簿を持ち帰ってくる。小飛はロクさんを探しだすと、早く帳簿を返せと迫り、危険がせまる。

## 登場人物
ロクさん
演 − 馮小剛（フォン・シャオガン）（青年時代：佟磊）
本名は張學軍。元チンピラ。連中から「ロクさん」と呼ばれる。
話匣子/霞さん
演 − 許晴（シュイ・チン）
ロクさんと昔から付き合いが長い女。
悶三児
演 − 張涵予（チャン・ハンユー）
ロクさんの友人。ストーリーの冒頭で刑務所を出所した。
張暁波
演 − 李易峰（リー・イーフォン）
ロクさんのドラ息子。
小飛
演 − 呉亦凡（ウー・イーファン）
父が官僚である坊ちゃん。
燈罩児
演 − 劉樺
ロクさんの友人。
燈罩児の妻
演 − 梁静
侯小傑
演 − 白学綱
小飛の連中。
病院のボランティア三人
演 − TFBOYS
黄毛
演 − 張一山
張暁波のルームメイト。
溫さん
演 − 呉優
鄭虹
演 − 呉謹言
街で金乞いをし、ロクさんから助けをもらった女子大生。
小太妹
演 − 尚語賢（シャン・ユーシエン）

## スタッフ
- 監督 - 管虎
- 脚本 - 管虎、董潤年
- 音楽 - 竇鵬
- 撮影 - 羅攀
- 配給 - 華誼兄弟傳媒股份有限公司
- 製作 - 華誼兄弟傳媒股份有限公司

## 受賞
| 賞                               | 部門             | ノミネート対象 | 結果       |
| -------------------------------- | ---------------- | -------------- | ---------- |
| 第52回台湾金馬奨                 | 主演男優賞       | 馮小剛         | 受賞       |
| 第52回台湾金馬奨                 | オリジナル脚本賞 | 管虎、董潤年   | ノミネート |
| 第10回アジア・フィルム・アワード | 作品賞           | ロクさん       | ノミネート |
| 第10回アジア・フィルム・アワード | 監督賞           | 管虎           | ノミネート |
| 第10回アジア・フィルム・アワード | 主演男優賞       | 馮小剛         | ノミネート |
| 第10回アジア・フィルム・アワード | 撮影賞           | 羅攀           | ノミネート |
| 2015年度中国映画監督協会表彰大会 | 作品賞           | ロクさん       | 受賞       |
| 2015年度中国映画監督協会表彰大会 | 監督賞           | 管虎           | 受賞       |
| 2015年度中国映画監督協会表彰大会 | 男優賞           | 馮小剛         | 受賞       |
| 第23回北京大学生映画祭           | 男優賞           | 馮小剛         | 受賞       |
| 第23回北京大学生映画祭           | 委員会賞         | ロクさん       | 受賞       |
| 第33回大衆映画百花賞             | 主演女優賞       | 許晴           | 受賞       |
| 第33回大衆映画百花賞             | 助演男優賞       | 李易峰         | 受賞       |
| 第36回香港電影金像奨             | 中国・台湾映画賞 | ロクさん       | 受賞       |
| 第31中国映画金鶏奨               | 作品賞           | ロクさん       | ノミネート |
| 第31中国映画金鶏奨               | 監督賞           | 管虎           | ノミネート |
| 第31中国映画金鶏奨               | 脚本賞           | 管虎、董潤年   | 受賞       |
| 第31中国映画金鶏奨               | 主演男優賞       | 馮小剛         | ノミネート |
| 第31中国映画金鶏奨               | 音楽賞           | 竇鵬           | ノミネート |